# Hymenostilbe
Hymenostilbe — рід грибів родини Ophiocordycipitaceae. Назва вперше опублікована 1931 року.
Усі представники роду — анаморфи паразитичних ентомофагів з роду Ophiocordyceps.